# Nuevo Mester de Juglaría
A Nuevo Mester de Juglaría (jelentése spanyolul „Új középkori dalnokköltészet”) tradicionális és középkori kasztíliai zenét játszó spanyol folklóregyüttes. 1969. november 16-án alakult – eredetileg Clan 5 néven – a Kasztília és León-i Segoviában. Az egyik legnagyobb múlttal rendelkező spanyol együttes több mint 20 kiadott lemezzel, 2 könyvvel, és 38 koncertsorozattal, amelyeken összesen 1500 koncertet adtak a világon.
Legkiemelkedőbb művük a Los Comuneros („A közösségi lázadók”), egy musical, amely az 1520–1522-es kasztíliai népfelkelés történetét zenésíti meg. Az eredeti felvétel 1976-ban készült, majd élő, bővített változatban újból kiadták 2004-ben.

## Tagok
Jelenlegi zenészek
- Llanos Monreal – ének, ütőhangszerek, gitár és fuvola
- Fernando Ortiz de Frutos – ének, dulzaina (oboa), gitár, fuvola, klarinét, szaxofon
- Rafael San Frutos – ének, gitár, billentyűsök és dulzaina
- Francisco García – ének, basszus és kontrabasszus
- Luis Martín – ének, bandurria és lant
- Jesús Martín – ének, gitár és lant
- Álvaro Mendía – billentyűsök
- Rodrigo Muñoz – dobok és ütőhangszerek

Korábbi tagok
- Milagros Olmos – ének
- Javier Castro – ének

## Diszkográfia

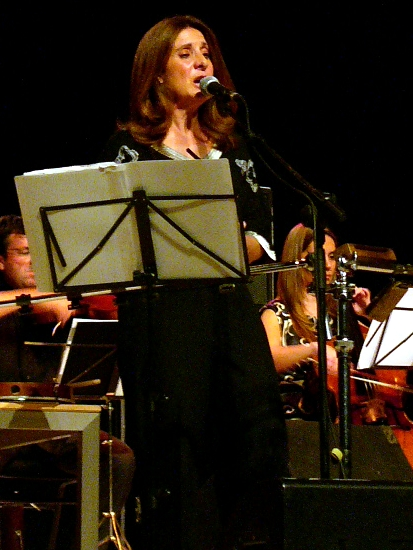
Llanos Monreal (ének)

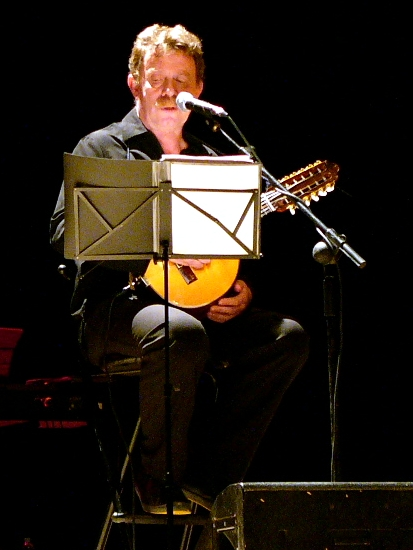
Luis Martín (bandurria)

- 1971 • Romances y canciones populares – „Románcok és népdalok” (élő)
- 1972 • Levántate, niña – „Kelj fel, kislány”
- 1973 • Romances y canciones populares (vol. II)
- 1974 • Romances y canciones populares (vol. III)
- 1975 • Romance de «El Pernales» – „El Pernales románca”
- 1975 • Segovia viva – „Éljen Segovia”
- 1976 • Los Comuneros (musical a 16. századi kasztíliai felkelésről)
- 1977 • Párate y te contaré – „Állj meg és elmesélem”
- 1978 • 10 años de canción tradicional – „10 év tradicionális zenével” (élő)
- 1980 • Contentos estamos – „Elégedettek vagyunk”
- 1982 • A bombo y platillo – „Dobbal és cintányérral”
- 1984 • El día de la función – „Az előadás napja”
- 1984 • Recopilatorio 2 (válogatás)
- 1986 • Coplas del tío Sidín – „Sidín bácsi népdalai” (CD még nem jelent meg)
- 1988 • Para bailar – „Táncra fel” (népdalok gyerekeknek)
- 1990 • La voz del vino – „A bor hangja”
- 1992 • Plaza Mayor – „Főtér”
- 1994 • 25 aniversario – „25. évforduló” (válogatás)
- 1996 • Todos en un cantar – „Mindannyian egy énekben”
- 1998 • Del Romancero segoviano – „A segoviai románcköltőről”
- 2001 • A ti, querido cochino – „Neked, kedves disznó”
- 2003 • El Romancero III (válogatás)
- 2004 • Los Comuneros 25 años después (az 1976-ban kiadott lemez bővített, élő előadása)
- 2006 • Recopilatorio Universal (válogatás)
- 2007 • Todo Duero – „Minden a Duero folyóról”

## Külső hivatkozások
- Hivatalos weboldal